# حسن آقاحسینی طباطبایی

سید حسن آقاحسینی طباطبایی فرزند سید علی (متولد ۱۳۱۳ در زابل) نماینده دوره دوم مجلس شورای اسلامی از حوزه انتخابیه زابل بود.
تعداد آراء کسب شده توسط نامبرده ۴۴٬۲۴۲ که ۵۰٫۳۰ درصد کل آراء ماخوذه بود.